# Yusuke Saikawa
Yusuke Saikawa (斉川 雄介 Saikawa Yusuke?), född 10 juni 1985 i Hokkaido prefektur, är en japansk före detta fotbollsspelare.
Saikawa började sin karriär 2004 i Consadole Sapporo. Han avslutade karriären 2004.